# Tratado de Hudaybiyyah
El Tratado de Hudaybiyyah (en árabe: صلح الحديبية) es el tratado que tuvo lugar entre el estado de Medina y la tribu Quraysh de La Meca en marzo de 628 (correspondiente a Du l-qa'da del 6 AH en el calendario musulmán). Este tratado estableció una paz de diez años y permitió a Mahoma ingresar a La Meca durante su peregrinaje por el resto de su vida.

## Antecedentes
En el año 628, un grupo de 1400 musulmanes marcharon hacia La Meca en un intento de realizar el peregrinaje. El grupo estaba preparado con animales de sacrificios, pues esperaban que la tribu Quraysh honrarían la costumbre árabe de permitir a peregrinos desarmados entrar a la ciudad. Según Lewis, Mahoma se sintió lo suficientemente fuerte para intentar un ataque sobre La Meca, pero en el entretanto se hizo evidente que el intento era prematuro y la expedición fue convertida en un peregrinaje pacífico. Andrae entra en desacuerdo al afirmar que el estado musulmán de Ihram (que restringía su libertad de acción) y la escasez de armas indican que el peregrinaje tuvo siempre una intención pacífica. Los Quraish interceptaron al grupo de peregrinos musulmanes en las afueras de La Meca. Para este momento, toda Arabia era consciente de la fortaleza militar de los musulmanes. Mahoma, queriendo evitar un derramamiento de sangre en o cerca de la ciudad sagrada del islam, habría dicho:
No hemos venido a luchar contra nadie, sino a realizar la 'Umra. Sin duda, la guerra había debilitado a los Quraish y habían sufrido grandes pérdidas, por lo que si quisieran, concluiré una tregua con ellos, durante la cual deberán abstenerse de interferir entre mi y mi gente, y si venzo sobre los infieles, los Quraish tendrán la opción de abrazar el Islam como otras personas hacen, si lo quieren; al menos, se harán lo suficientemente fuertes para combatir. Pero si no aceptan la tregua, por Allah en cuyas manos está mi vida, los combatiré defendiendo mi causa hasta ser muerto, pero (estoy seguro) que Allah tornará definitivamente victoriosa a su causa.
Ambos bandos decidieron resolver el asunto a través de la diplomacia, más que por la guerra. De ahí la referencia coránica a la Sakina o Espíritu de la Paz. Luego, fue redactado un tratado.

## Tratado
El esquema básico del tratado fue como sigue:
"En el nombre de Dios. Estas son las condiciones de Paz entre Mahoma, hijo de Abdullah y Suhayl ibn Amr, el enviado de La Meca. No habrá ninguna lucha por diez años. Cualquiera que desea unirse a Mahoma y entrar en acuerdo con él es libre de hacerlo. Cualquiera que desee unirse a los Quraish y entrar en acuerdo con ellos es libre de hacerlo. Un joven o alguno cuyo padre esté vivo, si va con Mahoma sin permiso de su padre o tutor, regresará a su padre o tutor. Pero si alguno va a Quraish, no regresará. Este año, Mahoma regresará sin entrar a La Meca, pero el próximo año él y sus seguidores pueden entrar a La Meca y pasar tres días, realizando el circuito. Durante estos tres días, los Quraish se retirarán a las lomas circundantes. Cuando Mahoma y sus seguidores entren en La Meca, estarán desarmados excepto por espadas envainadas que llevan siempre con ellos los caminantes en Arabia."